# Immetalia heydeni
Immetalia heydeni là một loài bướm đêm trong họ Noctuidae.